# Charles Martinet
Charles Andre Martinet(/ˈmɑːrtɪneɪ/, tiếng Pháp: [maʁtinɛ]) (sinh ngày 17 tháng 9 năm 1955) là một diễn viên và diễn viên lồng tiếng người Mỹ được biết đến với việc lồng tiếng cho cả Mario và Luigi trong loạt trò chơi điện tử Super Mario từ năm 1992. Ông cũng là người lồng tiếng cho các nhân vật khác trong loạt như Wario và Waluigi.

## Xuất hiện trước công chúng
Là người lồng tiếng cho Mario, Martinet đã trở thành một nhân vật nổi tiếng và đã xuất hiện trước công chúng tại một số sự kiện liên quan đến trò chơi điện tử, nơi ông gặp gỡ người hâm mộ để trò chuyện, chụp ảnh và ký tặng. Ông xuất hiện thường xuyên tại các sự kiện trò chơi như Electronic Entertainment Expo, Gamescom và Eurogamer Expo, và tại các sự kiện ra mắt trò chơi như Super Mario Galaxy và phần tiếp theo của nó.

## Đóng phim

### Phim
| Năm  | Tựa                                    | Vai                                                          | Ghi chú                                       |
| ---- | -------------------------------------- | ------------------------------------------------------------ | --------------------------------------------- |
| 1986 | Hard Traveling                         | Dist. Atty. Cobb                                             |                                               |
| 1988 | The Dead Pool                          | Police Station Reporter #1                                   | [ 5 ]                                         |
| 1991 | Mom                                    | Mr. Hernandez                                                | Ghi công với tên Charles Martinez             |
| 1995 | Nine Months                            | Arnie                                                        | Ghi công với tên Charles A. Martinet          |
| 1996 | Criminal Hearts                        | Juan                                                         | Ghi công với tên Charles Martinez             |
| 1996 | The Disappearance of Garcia Lorca      | Gravedigger                                                  | Ghi công với tên Charles Martinez             |
| 1997 | Beauty and the Beast                   | Red-Suited Ghost (lồng tiếng)                                | Quay trực tiếp                                |
| 1997 | Anastasia                              | Yellow Bird / Pierre / General / Rasputin's Dog (lồng tiếng) | Quay trực tiếp theo kịch bản (Không ghi công) |
| 1997 | The Game                               | Nicholas' Father                                             | [ 6 ]                                         |
| 1998 | Sheer Passion                          | Lou                                                          | Ghi công với tên Charles Martinez             |
| 2004 | Little Angels: The Brightest Christmas | (lồng tiếng)                                                 | Quay trực tiếp                                |
| 2005 | The Californians                       | City Councilman                                              |                                               |
| 2023 | Anh em Super Mario                     | (Lồng tiếng)                                                 | Vai khách mời                                 |

### Truyền hình
| Năm       | Tựa                       | Vai trò                                             | Ghi chú                                                  |
| --------- | ------------------------- | --------------------------------------------------- | -------------------------------------------------------- |
| 1986      | Brotherhood of Justice    | Deputy                                              | TV Movie                                                 |
| 1989      | Matlock                   | Bo Edmunds                                          | Episode: "The Captain" Ghi công với tên Charles Martinez |
| 1989      | Midnight Caller           | Mark Heller                                         | Episode: "Blood Red"                                     |
| 1992      | The Last of His Tribe     | Assistant Museum Director                           | TV Movie                                                 |
| 1992      | Reasonable Doubts         | Bartender                                           | Episode: "Lifelines: Part 1"                             |
| 1992      | Bay City Story            | Art Ronstadt                                        | TV Movie                                                 |
| 1994      | JoJo's Bizarre Adventure  | Senator Wilson Philips, Speedwagon Foundation Pilot | 2 tập                                                    |
| 1995      | Compromising Situations   | Sal                                                 | Episode: "Vegas" Ghi công với tên Charles Martinez       |
| 1996–1998 | Nash Bridges              | Jean-Yves / Tony / Hermsdorf                        | 3 tập                                                    |
| 1997      | A Thousand Men and a Baby | Seattle cab driver                                  | TV Movie là Charles Martinez                             |
| 1998      | Air America               | David Dixon                                         | Episode: "Fever"                                         |
| 2020      | High Score                | Narrator                                            | 6 tập                                                    |

### Trò chơi điện tử
| Năm  | Loạt                                                 | Vai trò                                                                              | Ghi chú | Nguồn       |
| ---- | ---------------------------------------------------- | ------------------------------------------------------------------------------------ | --- | ----------- |
| 1992 | Super Mario Bros.                                    | Mario                                                                                | Trò chơi Pinball Không ghi công                                                                                             | [ 7 ] [ 8 ] |
| 1993 | Police Quest: Open Season                            | Prostitute, Billy Bob, Janitor                                                       | | [ 9 ]       |
| 1994 | Super Punch-Out!!                                    | Announcer, Referee, Boxers                                                           | |             |
| 1994 | Mario Teaches Typing                                 | Mario                                                                                | chỉ bản CD-ROM |             |
| 1995 | Mario's Game Gallery                                 | Mario                                                                                | |             |
| 1995 | Solar Eclipse                                        | Spinner                                                                              | |             |
| 1995 | Space Quest 6                                        | Pa Conshohocken, Ray Trace, PiTooie                                                  | |             |
| 1996 | Super Mario 64                                       | Mario, Bowser (hiệu ứng giọng nói)                                                   | | [ 7 ]       |
| 1996 | Mario Teaches Typing 2                               | Mario                                                                                | Không ghi công |             |
| 1996 | Mario Kart 64                                        | Mario, Luigi, Wario                                                                  | Tất cả các phiên bản (dành cho nhân vật cũ) Phiên bản Bắc Mỹ / Châu Âu (dành cho nhân vật sau) Ghi công là Charles Martinee |             |
| 1998 | Mario Party                                          | Mario                                                                                | Ghi công là Charles Martinee                                                                                                |             |
| 1999 | The ClueFinders Math Adventures                      | The Guide                                                                            | |             |
| 1999 | Super Smash Bros.                                    | Mario, Luigi                                                                         | Ghi công là Charles Martinee                                                                                                | [ 11 ]      |
| 1999 | Mario Golf                                           | Mario, Luigi, Baby Mario, Wario, Metal Mario                                         | Ghi công là Charles Martinee                                                                                                |             |
| 1999 | Carmen Sandiego's Great Chase Through Time           | William Shakespeare, Ludwig van Beethoven                                            | |             |
| 1999 | Slave Zero                                           | Old One, Sangonar                                                                    | |             |
| 1999 | Mario Party 2                                        | Mario                                                                                | |             |
| 1999 | Star Wars: X-Wing Alliance                           | Admiral Holtz, Rebel Pilot                                                           | | [ 7 ]       |
| 1999 | Rising Zan: The Samurai Gunman                       | Master Suzuki                                                                        | | [ 7 ]       |
| 2000 | Mario Tennis                                         | Mario, Luigi, Wario, Waluigi, Baby Mario (lồng tiếng)                                | |             |
| 2000 | Skies of Arcadia                                     | Vigoro (lồng tiếng)                                                                  | Lồng tiếng Anh | [ 7 ]       |
| 2000 | Mario Party 3                                        | Mario, Luigi, Wario, Waluigi (lồng tiếng)                                            | |             |
| 2001 | Super Mario Advance                                  | Mario, Luigi, Clawgrip, Triclyde, Mouser, Fryguy, Wart (lồng tiếng)                  | Không ghi công |             |
| 2001 | Dr. Mario 64                                         | Dr. Mario/Metal Mario, Wario/Vampire Wario (lồng tiếng)                              | |             |
| 2001 | Forever Kingdom                                      | Darsul                                                                               | Lồng tiếng Anh |             |
| 2001 | Wario Land 4                                         | Wario                                                                                | |             |
| 2001 | Luigi's Mansion                                      | Luigi, Mario                                                                         | |             |
| 2001 | Cel Damage                                           | Various                                                                              | |             |
| 2001 | Star Wars: Galactic Battlegrounds                    | 2-1B, AT-AT Driver, OOM-9                                                            | |             |
| 2001 | Super Smash Bros. Melee                              | Mario, Luigi, Dr. Mario                                                              | | [ 12 ]      |
| 2001 | Super Mario World: Super Mario Advance 2             | Mario, Luigi                                                                         | Không ghi công |             |
| 2001 | The ClueFinders: The Incredible Toy Store Adventure! | Pericles Lear                                                                        | |             |
| 2001 | Shadow of Memories                                   | Homunculus (lồng tiếng)                                                              | | [ 7 ]       |
| 2002 | Jet Set Radio Future                                 | Gouji Rokkaku (lồng tiếng)                                                           | | [ 13 ]      |
| 2002 | Star Wars: Jedi Knight II: Jedi Outcast              | Bespin Cop 2 / Civilian Male / Imperial Officer 2 / Rebel Shock Troop 3 (lồng tiếng) | |             |
| 2002 | Super Mario Sunshine                                 | Mario (lồng tiếng)                                                                   | |             |
| 2002 | Yoshi's Island: Super Mario Advance 3                | Baby Mario                                                                           | Không ghi công |             |
| 2002 | Mario Party 4                                        | Mario, Luigi, Wario, Waluigi                                                         | Không ghi công |             |
| 2002 | Shinobi                                              | Additional voices                                                                    | Lồng tiếng Anh | [ 14 ]      |
| 2003 | WarioWare, Inc.: Mega Microgames!                    | Wario                                                                                | Không ghi công |             |
| 2003 | Wario World                                          | Wario                                                                                | |             |
| 2003 | Super Mario Advance 4: Super Mario Bros. 3           | Mario, Luigi                                                                         | Không ghi công |             |
| 2003 | Mario Golf: Toadstool Tour                           | Mario, Luigi, Wario, Waluigi, Shadow Mario                                           | |             |
| 2003 | Gladius                                              | Additional Voices                                                                    | |             |
| 2003 | WarioWare, Inc.: Mega Party Games!                   | Wario                                                                                | |             |
| 2003 | The Lord of the Rings: The Return of the King        | Easterlings                                                                          | |             |
| 2003 | Mario Kart: Double Dash                              | Mario, Luigi, Wario, Waluigi, Baby Mario, Baby Luigi                                 | |             |
| 2003 | Pac-Man Vs.                                          | Mario                                                                                | | [ 15 ]      |
| 2003 | Mario Party 5                                        | Mario, Luigi, Wario, Waluigi                                                         | Không ghi công |             |
| 2003 | Mario & Luigi: Superstar Saga                        | Mario, Luigi                                                                         | |             |
| 2004 | Mario Golf: Advance Tour                             | Mario, Luigi, Wario, Waluigi                                                         | |             |
| 2004 | Mario vs. Donkey Kong                                | Mario, Mini Mario                                                                    | | [ 7 ]       |
| 2004 | Paper Mario: The Thousand-Year Door                  | Mario, Doopliss                                                                      | |             |
| 2004 | Mario Pinball Land                                   | Mario                                                                                | | [ 7 ]       |
| 2004 | WarioWare: Twisted!                                  | Wario                                                                                | |             |
| 2004 | Mario Power Tennis                                   | Mario, Luigi, Wario, Waluigi                                                         | |             |
| 2004 | The Lord of the Rings: The Third Age                 | Eaoden, Gimli                                                                        | |             |
| 2004 | Mario Party 6                                        | Mario, Luigi, Wario, Waluigi                                                         | Không ghi công |             |
| 2004 | Super Mario 64 DS                                    | Mario, Luigi, Wario                                                                  | |             |
| 2004 | WarioWare: Touched!                                  | Wario (lồng tiếng)                                                                   | |             |
| 2005 | Virtua Quest                                         | Announcer, Snake Eyes, Lau Chan, Shun Di (lồng tiếng)                                | Lồng tiếng Anh | [ 16 ]      |
| 2005 | Yoshi Touch & Go                                     | Baby Mario                                                                           | |             |
| 2005 | Dance Dance Revolution Mario Mix                     | Mario, Luigi, Waluigi, Wario                                                         | Không ghi công |             |
| 2005 | Mario Superstar Baseball                             | Mario, Luigi, Baby Mario, Baby Luigi, Wario, Waluigi                                 | |             |
| 2005 | Mario Tennis Advance                                 | Mario, Luigi, Waluigi                                                                | |             |
| 2005 | SSX on Tour                                          | Mario                                                                                | |             |
| 2005 | Super Princess Peach                                 | Mario                                                                                | |             |
| 2005 | Mario Party 7                                        | Mario, Luigi, Wario, Waluigi                                                         | Không ghi công |             |
| 2005 | Mario Kart DS                                        | Mario, Luigi, Wario, Waluigi                                                         | |             |
| 2005 | Mario Kart Arcade GP                                 | Mario, Luigi, Wario, Waluigi                                                         | |             |
| 2005 | Mario & Luigi: Partners in Time                      | Mario / Luigi / Baby Mario / Baby Luigi                                              | |             |
| 2005 | Super Mario Strikers                                 | Mario / Luigi / Wario / Waluigi (lồng tiếng)                                         | |             |
| 2006 | New Super Mario Bros.                                | Mario / Luigi (lồng tiếng)                                                           | |             |
| 2006 | Mario Hoops 3-on-3                                   | Mario / Luigi / Wario / Waluigi (lồng tiếng)                                         | |             |
| 2006 | Mario vs. Donkey Kong 2: March of the Minis          | Mario / Mini Mario (lồng tiếng)                                                      | Không ghi công |             |
| 2006 | Yoshi's Island DS                                    | Baby Mario / Baby Wario (lồng tiếng)                                                 | Không ghi công |             |
| 2006 | WarioWare: Smooth Moves                              | Wario (lồng tiếng)                                                                   | |             |
| 2007 | Mario Kart Arcade GP 2                               | Mario (lồng tiếng)                                                                   | Không ghi công |             |
| 2007 | Wario: Master of Disguise                            | Wario (lồng tiếng)                                                                   | Không ghi công |             |
| 2007 | Super Paper Mario                                    | Mario, Luigi                                                                         | Không ghi công |             |
| 2007 | Mario Strikers Charged                               | Mario, Luigi, Wario, Waluigi                                                         | |             |
| 2007 | Mario Party 8                                        | Mario, Luigi, Wario, Waluigi, Big Top                                                | |             |
| 2007 | World in Conflict                                    |                                                                                      | |             |
| 2007 | Super Mario Galaxy                                   | Mario, Luigi                                                                         | |             |
| 2007 | Mario & Sonic at the Olympic Games                   | Mario, Luigi, Wario, Waluigi                                                         | |             |
| 2007 | Mario Party DS                                       | Mario, Luigi, Wario, Waluigi                                                         | |             |
| 2007 | Kane & Lynch: Dead Men                               | The Elder Brother / Vaultbreaker (lồng tiếng)                                        | |             |
| 2008 | Super Smash Bros. Brawl                              | Mario / Luigi / Wario / Waluigi (lồng tiếng)                                         | |             |
| 2008 | Mario Kart Wii                                       | Mario, Luigi, Wario, Waluigi, Baby Mario, Baby Luigi                                 | |             |
| 2008 | Mario Super Sluggers                                 | Mario, Luigi, Wario, Waluigi, Baby Mario, Baby Luigi                                 | |             |
| 2008 | Hellboy: The Science of Evil                         | Additional Voices                                                                    | |             |
| 2008 | Wario Land: Shake It!                                | Wario                                                                                | |             |
| 2008 | Aion: The Tower of Eternity                          |                                                                                      | |             |
| 2008 | WarioWare: Snapped!                                  | Wario                                                                                | |             |
| 2009 | Mario & Luigi: Bowser's Inside Story                 | Mario, Luigi                                                                         | |             |
| 2009 | Mario vs. Donkey Kong: Minis March Again!            | Mario, Mini Mario                                                                    | Không ghi công |             |
| 2009 | Ratchet & Clank Future: A Crack in Time              | Orvus                                                                                | | [ 7 ]       |
| 2009 | Mario & Sonic at the Olympic Winter Games            | Mario, Luigi, Wario, Waluigi                                                         | |             |
| 2009 | New Super Mario Bros. Wii                            | Mario, Luigi                                                                         | |             |
| 2010 | Resonance of Fate                                    | Cardinal Lagerfeld                                                                   | Lồng tiếng Anh | [ 7 ]       |
| 2010 | Super Mario Galaxy 2                                 | Mario, Luigi                                                                         | |             |
| 2010 | Mario vs. Donkey Kong: Mini-Land Mayhem!             | Mario, Mini Mario                                                                    | Không ghi công |             |
| 2010 | Mario Sports Mix                                     | Mario, Luigi, Wario, Waluigi                                                         | |             |
| 2010 | WarioWare D.I.Y.                                     | Wario                                                                                | |             |
| 2011 | Super Mario 3D Land                                  | Mario, Luigi                                                                         | Không ghi công |             |
| 2011 | The Elder Scrolls V: Skyrim                          | Paarthurnax                                                                          | | [ 7 ]       |
| 2011 | Mario & Sonic at the London 2012 Olympic Games       | Mario, Luigi, Wario, Waluigi                                                         | |             |
| 2011 | Mario Kart 7                                         | Mario, Luigi, Wario, Metal Mario                                                     | Không ghi công |             |
| 2011 | Fortune Street                                       | Mario, Luigi, Wario, Waluigi                                                         | Không ghi công |             |
| 2012 | Mario Party 9                                        | Mario, Luigi, Wario, Waluigi                                                         | |             |
| 2012 | Mario Tennis Open                                    | Mario, Luigi, Wario, Waluigi, Baby Mario                                             | |             |
| 2012 | New Super Mario Bros. 2                              | Mario, Luigi                                                                         | Không ghi công |             |
| 2012 | New Super Mario Bros. U                              | Mario, Luigi                                                                         | |             |
| 2013 | Luigi's Mansion: Dark Moon                           | Luigi, Mario                                                                         | |             |
| 2013 | Mario and Donkey Kong: Minis on the Move             | Mario, Mini Mario                                                                    | Không ghi công |             |
| 2013 | New Super Luigi U                                    | Luigi                                                                                | Không ghi công |             |
| 2013 | Mario & Luigi: Dream Team Bros.                      | Mario, Luigi                                                                         | |             |
| 2013 | Mario Kart Arcade GP DX                              | Mario, Luigi, Wario, Waluigi                                                         | |             |
| 2013 | Mario & Sonic at the Sochi 2014 Olympic Winter Games | Mario, Luigi, Wario, Waluigi                                                         | |             |
| 2013 | Super Mario 3D World                                 | Mario, Luigi (lồng tiếng)                                                            | |             |
| 2013 | Mario Party: Island Tour                             | Mario, Luigi, Wario, Waluigi                                                         | |             |
| 2013 | Yoshi's New Island                                   | Baby Mario (lồng tiếng)                                                              | Không ghi công |             |
| 2013 | Runner2                                              | Narrator                                                                             | |             |
| 2014 | Mario Golf: World Tour                               | Mario, Luigi, Wario, Waluigi, Gold Mario                                             | |             |
| 2014 | Mario Kart 8                                         | Mario, Luigi, Baby Mario, Baby Luigi, Wario, Waluigi, Metal Mario                    | Không ghi công |             |
| 2014 | Super Smash Bros. for Nintendo 3DS and Wii U         | Mario, Luigi, Dr. Mario, Wario, Waluigi                                              | |             |
| 2015 | Mario Party 10                                       | Mario, Luigi, Wario, Waluigi                                                         | |             |
| 2015 | Luigi's Mansion Arcade                               | Luigi                                                                                | |             |
| 2015 | Super Mario Maker                                    | Mario, Luigi, Waluigi                                                                | | [ 7 ]       |
| 2015 | Mario Tennis: Ultra Smash                            | Mario, Luigi, Wario, Waluigi                                                         | |             |
| 2015 | Mario & Luigi: Paper Jam                             | Mario, Luigi                                                                         | |             |
| 2016 | Mario & Sonic at the Rio 2016 Olympic Games          | Mario, Luigi, Wario, Waluigi                                                         | |             |
| 2016 | Paper Mario: Color Splash                            | Mario, Luigi                                                                         | |             |
| 2016 | Mario Party: Star Rush                               | Mario, Luigi, Wario, Waluigi                                                         | |             |
| 2016 | Super Mario Maker for Nintendo 3DS                   | Mario                                                                                | |             |
| 2017 | Mario Sports Superstars                              | Mario, Luigi, Wario, Waluigi, Baby Mario, Baby Luigi                                 | |             |
| 2017 | Mario Kart 8 Deluxe                                  | Mario, Luigi, Baby Mario, Baby Luigi, Wario, Waluigi, Metal Mario, Gold Mario        | |             |
| 2017 | Mario + Rabbids Kingdom Battle                       | Mario, Luigi                                                                         | | [ 7 ]       |
| 2017 | Super Mario Odyssey                                  | Mario, Luigi                                                                         | | [ 7 ]       |
| 2018 | Runner3                                              | Người dẫn chuyện, nhân vật có thể chơi được                                          | | [ 17 ]      |
| 2018 | WarioWare Gold                                       | Wario                                                                                | | [ 7 ]       |
| 2018 | Super Mario Party                                    | Mario, Luigi, Wario, Waluigi                                                         | |             |
| 2018 | Super Smash Bros. Ultimate                           | Mario, Luigi, Dr. Mario, Wario, Waluigi                                              | | [ 7 ]       |
| 2019 | Super Mario Maker 2                                  | Mario, Luigi                                                                         | | [ 7 ]       |
| 2019 | Mario Kart Tour                                      | Mario, Luigi, Baby Mario, Baby Luigi, Wario, Waluigi                                 | Bao gồm các biến thể của các nhân vật đã lồng                                                                               |             |
| 2019 | Luigi's Mansion 3                                    | Mario, Luigi, Gooigi                                                                 | | [ 7 ]       |
| 2019 | Mario & Sonic at the Olympic Games Tokyo 2020        | Mario, Luigi, Wario, Waluigi                                                         | |             |
| 2020 | Paper Mario: The Origami King                        | Mario, Luigi                                                                         | |             |
| 2020 | Super Mario 3D All-Stars                             | Mario, Luigi, Isle Delfino Commercial                                                | |             |
| 2020 | Mario Kart Live: Home Circuit                        | Mario, Luigi                                                                         | |             |
| 2021 | Super Mario 3D World + Bowser's Fury                 | Mario, Luigi                                                                         | |             |
| 2021 | Mario Golf: Super Rush                               | Mario, Luigi, Wario, Waluigi                                                         | |             |
| 2021 | WarioWare: Get It Together!                          | Wario                                                                                | |             |